# Paolo Pucci di Benisichi

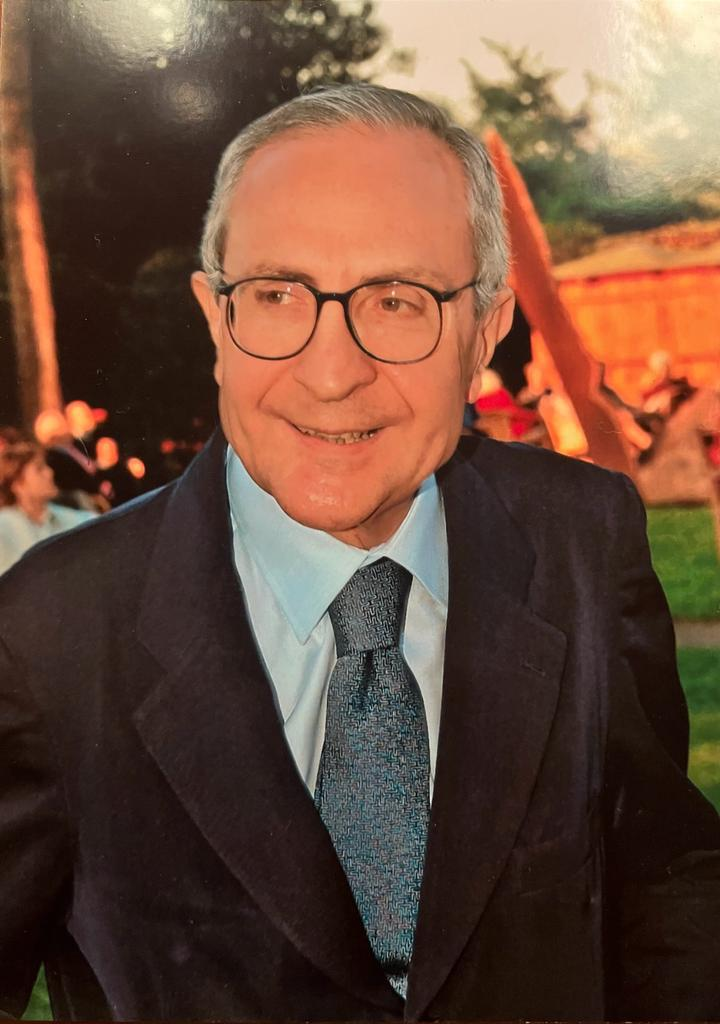
Paolo Pucci di Benisichi, 2006

Paolo Pucci di Benisichi (* 15. Februar 1941 in Palermo; † 30. Mai 2013 in Rom) war ein italienischer Diplomat, der von 2005 bis 2007 Generalsekretär des Außenministeriums war.

## Werdegang
1963 schloss er ein Studium der Rechtswissenschaft an der Universität Palermo ab. 1964 trat er in den auswärtigen Dienst und wurde in der Abteilung Nordatlantikrat beschäftigt.
Von 1968 bis 1970 wurde er in Buenos Aires beschäftigt.
Von 1971 bis 1972 war er Konsul in Smirna.
Von 1973 bis 1975 wurde er in Bukarest beschäftigt.
Von 1980 bis 1983 wurde er an der Vertretung beim Nordatlantikpakt in Brüssel beschäftigt.
1988 war er im Rang eines Botschafters Delegationsleiter der Konferenz zu Mutual and Balanced Force Reductions und der Konferenz zum Vertrag über Konventionelle Streitkräfte in Europa.
Von 1994 und 1998 war er Ständiger Vertreter der italienischen Regierung beim Europarat in Straßburg.
Von 1998 bis 2002 war er Botschafter in Madrid mit gleichzeitiger Akkreditierung in Andorra.
Seit 2003 leitete er die Abteilung Europa im Außenministerium. Anschließend war er Chef des Zeremoniells.
Von 18. Juli 2005 bis zu seiner Versetzung in den Ruhestand am 12. September 2007 war er Generalsekretär des Außenministeriums.